# Белорусская Народная Республика

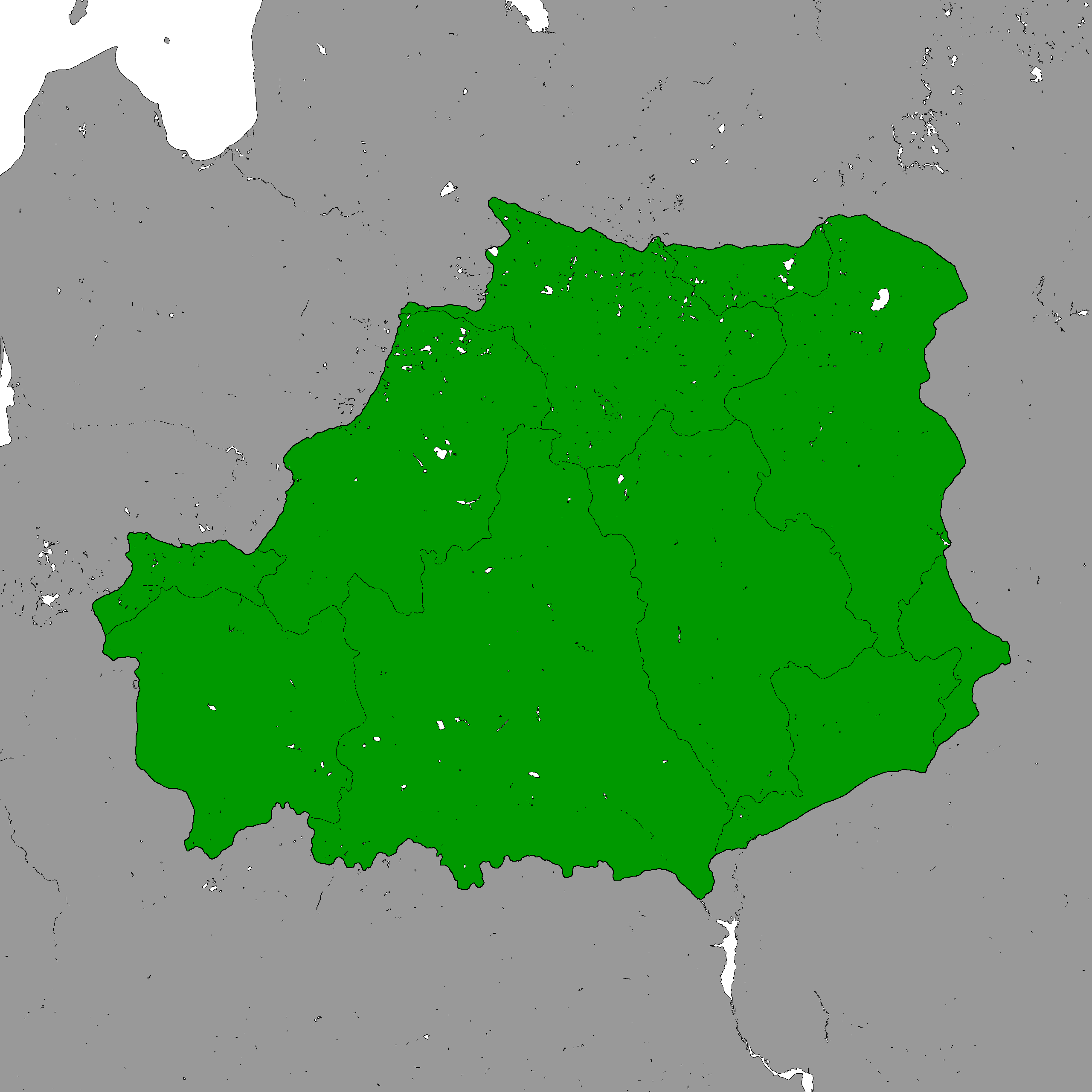
Территории, на которые предъявляло свои претензии правительство БНР в изгнании

Белору́сская Наро́дная Респу́блика (БНР) (бел. Беларуская Народная Рэспубліка, БНР) — государство, провозглашённое на территории современной Беларуси 25 марта 1918 года 3-й Уставной грамотой Рады Белорусской народной республики, которая декларировала независимость данного образования в границах белорусской этнографической территории. Фактически эти территории бывшей Российской империи были оккупированы войсками Центральных держав.
Идея создания нового белорусского государства была выдвинута в декабре 1917 года частью делегатов Первого Всебелорусского съезда в Минске, но съезд был разогнан большевиками. За несколько часов до занятия Минска войсками Германской империи 21 февраля 1-й Уставной грамотой Исполком Рады Всебелорусского съезда объявил себя властью в крае и образовал временное правительство (Народный секретариат). 25 марта, в условиях немецкой оккупации, 3-й Уставной грамотой Беларусь провозглашалась независимым и свободным государством.
После поражения в мировой войне и денонсации Брестского мира Германия начала вывод своих войск с оккупированных территорий. Уже в декабре 1918 года части Красной армии заняли Минск. Правительство БНР продолжило деятельность в эмиграции. В октябре 1925 года Всебелорусская политическая конференция в Берлине заявила о ликвидации БНР. Многие видные деятели БНР (А. Смолич, В. Ластовский, А. Цвикевич, Я. Лёсик и др.) вернулись в БССР и позднее были репрессированы.

## Предыстория
В начале XX века на территории Беларуси активизировались национальные силы. Газета «Наша Ніва», печатавшаяся в Вильне с 1906 по 1915 год, стала ядром формирования национальной общественно-политической элиты. Движение за этно-культурное возрождение края постепенно приобретало черты национально-политического движения. Так, в 1903 году была сформирована первая белорусская политическая партия — Белорусская революционная громада, которая в 1906 году стала называться Белорусской социалистической громадой (БСГ). Партия БСГ декларировала политическую автономию Беларуси (с сеймом в Вильне) в составе Российской Федеративной Республики. БСГ после 1906 года стала площадкой, объединяющей деятелей белорусского национального движения.
Февральская революция и падение самодержавия в России дали новый мощный толчок в развитии белорусского национального движения. Летом 1917 года по инициативе БСГ был проведён II съезд белорусских национальных организаций и было принято решение добиваться автономии Беларуси в составе демократической республиканской России. На съезде была сформирована Центральная рада (Центральный совет), которая после октября 1917 была преобразована в Великую белорусскую раду (ВБР).
В результате Октябрьской социалистической революции 25 октября (7 ноября) 1917 года власть в Петрограде захватили большевики. В самом скором времени они добились захвата власти и в Беларуси. Уже в ноябре 1917 года в Минске состоялись съезды Советов рабочих и солдатских депутатов Западной области, III съезд крестьянских депутатов Минской и Виленской губерний и II съезд армий Западного фронта, ими был создан Исполнительный комитет Советов рабочих, солдатских и крестьянских депутатов Западной области и фронта (Облисполкомзап) и Совет народных комиссаров (СНК) Западной области. Им на основании «Декрета о земле» была осуществлена раздача крестьянам помещичьих земель, в промышленности введён 8-часовой рабочий день.
ВБР не признавала власти Облискомзапа, который считала исключительно фронтовым органом. 7 (20) декабря 1917 года, начался Первый Всебелорусский съезд, в котором большевики участвовать отказались. Решением СНК Западной области съезд был разогнан.
У истоков БНР стояли следующие люди:
- Вацлав Ластовский — премьер-министр БНР;
- Ян Середа — член президиума Наивысшей Рады БНР;
- Антон Луцкевич — старшина Рады Министров Рады БНР;
- Клавдий Дуж-Душевский — старшина Центральной белорусской рады Виленчины и Гродненчины;
- Язеп Лёсик — председатель Рады БНР, родной дядя Якуба Коласа;
- Бронислав Тарашкевич — один из лидеров Белорусской социалистической громады;
- Роман Скирмунт — член Государственного Совета Российской империи и премьер-министр БНР;
- Киприан Кондратович — министр обороны БНР;
- Олег Васильковский — глава дипломатической миссии БНР в Прибалтике;
- Станислав Булак-Балахович — главнокомандующий вооружёнными силами БНР.

## Первый Всебелорусский съезд
Идея созыва съезда представителей российских губерний, населённых преимущественно белорусами, появилась среди представителей самых разнонаправленных политических организаций ещё весной 1917 года. Эта идея была осуществлена уже после Октябрьской революции. Одним из инициаторов созыва Первого Всебелорусского съезда стала Великая белорусская рада. Исполнительным циркуляром «Да ўсяго народа беларускага» («Ко всему белорусскому народу») было предложено созвать «Всебелорусский съезд» в Минске. До 14 декабря здесь зарегистрировалось около 1800 делегатов. Буквально в те же дни, 13-14 декабря 1917 года, центр по созыву Всебелорусского съезда оформился в Петрограде. Эту функцию на себя взял Белорусский областной комитет (БОК) при Всероссийском совете крестьянских депутатов.
Третьим центром подготовки Всебелорусского съезда стала Белорусская народная громада (БНГ) в Москве. БНГ планировала созвать съезд 5 января 1918 года в Могилёве, выбрать здесь временный орган власти, а затем провести выборы в постоянный орган власти — Белорусскую краевую думу, которая взяла бы на себя всю власть в Беларуси. Позже, узнав о том, что подобный съезд уже готовится Великой белорусской радой и Белорусским областным комитетом, БНГ отказалась от своих планов и подключилась к работе минского и петроградского центров.
Съезд проходил в городском театре (ныне театр имени Янки Купалы). Почётными председателями съезда стали Анатолий Бонч-Осмоловский, профессор Ефим Карский и поэт Алесь Гарун. «Когда мы услыхали нашу родную белорусскую речь, когда послышалась белорусская песня, когда мы услыхали своих поэтов, свою музыку, увидали на сцене свой театр и т. д., — вспоминал позже генерал К. А. Алексеевский, — невольно все сердца начали объединяться, и понемногу мы начали чувствовать себя единым белорусским племенем…».
На первом заседании Всебелорусского съезда присутствовали 1872 делегата (1167 с правом решающего голоса и 705 с совещательным), которые представляли практически все слои населения Беларуси. Из общественно-политических группировок были представлены: беспартийные землячества — минское, могилёвское, витебское, гродненское, смоленское, виленское; фракции эсеров (правых и левых), социал-демократов (большевиков, меньшевиков и интернационалистов), Белорусской социалистической громады и др.; представители государственных организаций — земств, городских управ, профсоюзов, комитетов по землеустройству (комземов), солдатских депутатов и представителей беженцев, а также Советов. По сословной принадлежности делегаты были преимущественно крестьянского происхождения.
Поскольку съезд грозил затянуться, возникли проблемы с использованием здания театра, и работу съезда перенесли в здание Минского дворянского депутатского собрания.
Съезд признал право белорусского народа на самоопределение и демократическую форму правления: «Закрепляя своё право на самоопределение, провозглашённое российской революцией и утверждая республиканский демократический строй в пределах Белорусской земли, для спасения родного края и ограждения его от раздела и отторжения от Российской Демократической Федеративной Республики, 1-й Всебелорусский съезд постановляет: немедленно образовать из своего состава орган краевой власти в лице всебелорусского совета крестьянских, солдатских и рабочих депутатов, который временно становится во главе управления краем…».
На съезде выявились серьёзные расхождения в мировоззрении и политических взглядах его участников, в частности между членами Белорусской социалистической громады и «областниками» (сторонниками БОК), представителями преимущественно восточных областей Беларуси. Так, если первые выступали за широкую автономию и даже независимость, вторые придерживались курса на сохранение союза с Россией.
На съезде были избраны его Рада из 71 представителя различных партий и исполком Рады. После долгих дискуссий в ночь с 17 на 18 декабря была принята резолюция: Первый Всебелорусский съезд постановил неотлагательно организовать из своего состава орган краевого управления в лице Всебелорусского Совета крестьянских, солдатских, рабочих депутатов, который становится во главе управления краем.
Первоначально большевистские депутаты принимали участие в съезде, до принятия им первых резолюций об управлении страной, распускавших фактически городскую власть, контролируемую большевиками. Ночью 17 декабря здание съезда было окружено красногвардейцами. Командующий 1-м революционным полком комиссар внутренних дел Западной области Людвиг Резавский, вошедший в здание, объявил съезд распущенным. Вооружённые солдаты арестовали президиум съезда. В знак протеста делегаты переизбрали президиум, выставив баррикады около сцены. Новый президиум также был арестован, а делегаты были изгнаны из здания. После этого Рада съезда некоторое время работала в подполье, сыграв важную роль в провозглашении БНР в марте 1918 года.

## События в Минске 19—21 февраля 1918 года
Первый Всебелорусский съезд в декабре 1917 года принял решение о создании национальной армии под руководством Центральной белорусской войсковой рады (ЦБВР). Позже члены ЦБВР были арестованы большевиками.
Параллельно с белорусским, в Минске активизировалось и польское национальное движение. В мае 1917 года была создана Польская рада Минской земли (ПРМЗ). Сначала Рада поддерживала национальные устремления белорусов к автономии в составе России, требуя одновременно гарантий прав для польского меньшинства. Но после Октябрьской революции ПРМЗ начала высказываться за вхождение Минщины в состав возрождающейся Польши.
Летом 1917 года был сформирован 1-й Польский корпус, насчитывавший до 50 тысяч человек. В октябре была создана Польская гражданская стража, которая вскоре была разоружена большевиками, но продолжала обучать своих членов в подполье. В Минске также действовала Польская военная организация.
9 февраля 1918 года на Брестских мирных переговорах Центральные державы потребовали от Советской России немедленного подписания мирного договора. Получив отказ, армии Германии и Австро-Венгрии 18 февраля начали наступление. Вечером того же дня они уже были в Молодечно, в 65 км от Минска. Стало ясно, что немцы достигнут города через несколько дней.
В ночь с 18 на 19 февраля большевики приняли решение не оказывать сопротивления наступающим и эвакуироваться в Смоленск. 19 февраля арестованные члены ЦБВР, воспользовавшись общим хаосом, сбежали из тюрьмы, после чего встретились в доме А. Левицкого и приняли решение взять в свои руки контроль над Минском. Глава Рады Константин Езовитов был назначен комендантом города. Для белорусов Минск имел особое значение: город должен был стать центром нового государства. Тогда же польские военные назначили комендантом города своего представителя — Игнация Матушевского, использовавшего псевдоним Топур.
Польский историк Дарьюш Тарасюк считает, что в этот период в городе фактически царило безвластие. Большевики имели значительный численный перевес над белорусскими и польскими отрядами — 13 тысяч вооружённых солдат. Польские отряды, по оценкам, насчитывали не более 350 человек. На стороне белорусов действовали сформированные на скорую руку группы из военнослужащих и членов профсоюзов (железнодорожников и телеграфистов).
Вечером на улицах Минска появились первые белорусские и польские отряды, действовавшие независимо друг от друга. Их первой целью было разоружение советских частей и овладение их оружием. К 9 часам вечера поляки заняли склад оружия на Скобелевской улице, что позволило вооружить 200 польских добровольцев. Вооружённые действия в городе фактически свелись к небольшим стычкам и перестрелкам. Реальное сопротивление оказали лишь около 100 красногвардейцев. К белорусским и польским формированиям начали массово присоединяться новые добровольцы. Поляки выставили посты в основных пунктах города, организовали патрулирование. Быстрое перемещение по городу небольших мобильных патрулей было призвано создать впечатление, что в Минск прибыли многочисленные польские формирования — части Польского корпуса. В это же время белорусы около 21:15 заняли арсенал на Московской улице, в 21:20 — Дом губернатора, а в 21:25 ворвались через главный вход в отель «Европа», где находилась штаб-квартира большевистского Исполнительного комитета Западной области, ЧК и штаб-квартира Красной гвардии, однако Карл Ландер и другие представители руководства бежали из здания через чёрный ход. Белорусы предприняли ещё одну попытку перехватить их на станции с помощью железнодорожников; наконец, попытались взорвать поезд, в котором большевистское руководство собиралось покинуть Минск. Блокада путей, однако, привела к тому, что на станциях образовалось скопление большевистски настроенных частей, покидавших фронта. Опасаясь того, что недовольные солдаты применят артиллерию и пулемёты против национальных формирований, железнодорожники после полуночи всё же разблокировали пути, что позволило продолжить эвакуацию большевистского руководства. К 22:00 большинство белорусских отрядов сосредоточилось в районе Соборной площади (ныне площадь Свободы). В город были направлены патрули, которым было поручено информировать жителей о переходе власти к Исполкому Рады Всебелорусского съезда. Позднее, однако, стали поступать сообщения о том, что поляки разоружают белорусские отряды и активистов. Около полуночи польские формирования выбили белорусов из арсенала на Московской улице. Несмотря на позднее время, толпы горожан вышли на улицы, наблюдая за развитием событий.
В это же время в Минске начали формироваться органы управления: в частности, были созданы белорусская и польская комендатуры, конкурировавшие между собой и претендовавшие на полноту власти. Их деятельность, однако, была хаотичной и неорганизованной. На взгляд Стефана Жарнецкого, который в то время находился в польской комендатуре, «там царил необыкновенный хаос (…) не с кем было разговаривать».
Тем временем Исполнительный комитет Рады Всебелорусского съезда, начавший с претензий на власть в Минске, приступил к шагам, призванным превратить его в правительство, представляющее все белорусские земли. Было решено ввести в состав правительства представителей городских советов и земств, а также национальных меньшинств — евреев, поляков, русских, украинцев и литовцев. 19 февраля был издан приказ № 1, которым было декларировано, что Исполком Рады «взял власть в свои руки». В 22:00 Рада Всебелорусского съезда заняла Дом губернатора, а на его балконе был вывешен бело-красно-белый флаг. Исполнительный комитет проводил здесь свои заседания всю ночь с 19 на 20 февраля.
Отношения между белорусскими и польскими формированиями постепенно становились всё более напряжёнными, доходило до применения оружия. Тем не менее, стороны сумели избежать конфронтации, и 20 февраля между белорусской и польской комендатурами была достигнута формальная договорённость о сотрудничестве с целью наведения порядка в городе. Минск был разделён на две зоны. Белорусы контролировали северо-западную часть, в которой находились Соборная площадь (ныне площадь Свободы), Дом губернатора и отель «Европа», а поляки занимали юго-восточную часть. В районе полудня поляки заняли район в границах улиц Бобруйской, Коломенского переулка, Верхней Ляховки, Нижней Ляховки, Полицейской, Торговой, Петропавловской и Захаровской. В 15:00 был занят Либаво-Роменский (Виленский) вокзал, а возле электростанции, на Железнодорожном мосту и на Казарменной площади произошло несколько перестрелок с советскими войсками. Белорусы определили белорусско-польскую демаркационную линию вдоль улиц: Койдановский тракт — Московская — Захаровская — Гомельский тракт и предприняли меры по организации своих формирований. Был создан Белорусский полк под командованием И. Рачкевича, конные отряды возглавили Нимкевич и Медведев, а команду милиции взял на себя Ф. Жданович. Однако в дальнейшем как белорусские, так и польские патрули в городе оставались немногочисленными. Дополнительно их ослабляла усталость, вызванная тем, что акция длилась уже несколько десятков часов, а также 12-градусный мороз. Тем временем среди мирного населения царил энтузиазм, работали магазины, выпускались ежедневные газеты.
Несмотря на формальное белорусско-польское соглашение, имели место разного рода инциденты, которые увеличивали напряжённость. Белорусы уступали полякам в силе, что поощряло поляков к нарушению договорённости и вытеснению белорусов из занятых мест. Обе стороны боялись прибытия в город большевистски настроенных частей с фронта. В то же время поляки рассчитывали на поддержку со стороны Польского корпуса, надеясь, что он успеет войти в город перед немцами. В ночь с 19 на 20 февраля польская сторона заявила, что будет обеспечивать порядок до времени прихода войск генерала Довбора-Мусницкого, а также высказала надежду на то, что ему подчинятся все национальные организации. Это вызвало возмущение белорусской стороны, которая считала Польский корпус угрозой для себя. Белорусы со своей стороны позвали на помощь белорусские отряды из Витебска, а когда выяснилось, что ждать помощи не приходится, направили железнодорожный эшелон за 4-м корпусом с Румынского фронта.
20 февраля Рада Всебелорусского съезда продолжила формирование белорусских государственных структур. Расширенный Исполнительный комитет объявил себя высшим органом власти в Беларуси — Белорусским краевым представительством. Назначенный Исполкомом Рады Всебелорусского съезда комендант Минска К. Езовитов издал приказ № 1 по гарнизону о том, что немецкая армия должна увидеть спокойное и мирное население, которое не желает войны. В п. 2 приказа говорилось о введении военного положения.
Около полуночи с 20 на 21 февраля польские военные в Минске получили сообщение, что руководство Польского корпуса направило им в помощь два офицерских легиона численностью около полутысячи человек. Поляки, почувствовав, что их позиции усиливаются, в 4 часа утра 21 февраля заняли Варшавский (Александровский) вокзал, который находился на территории белорусской зоны. Однако ни Польский корпус, ни белорусский 4-й корпус не сумели вступить в Минск до прихода немецких частей.
21 февраля Исполком Рады Всебелорусского съезда издал Уставную грамоту к народам Беларуси, в которой объявил себя временной властью в Беларуси. Ссылаясь на право народов на самоопределение, Рада заявляла, что власть в Беларуси должна формироваться согласно с волей народов, населяющих страну, путём демократических выборов во Всебелорусский Учредительный Сейм. Исполком сформировал Народный Секретариат Беларуси, назначив его председателем И. Воронко. Текст Уставной грамоты на белорусском и русском языках был расклеен по всему Минску.
Тем временем в 11 часов утра в город вошли немцы. Реакция на их приход была неоднозначной, преимущественно осторожной. Минские евреи приветствовали немцев. Польская рада Минской земли приняла решение приветствовать их формально и холодно, без демонстрации большой симпатии. Поляки вместе с представителями белорусских правых организаций сформировали приветственную делегацию, в состав которой вошли Э. Ивашкевич, И. Виткевич и И. Ногурский, а с белорусской стороны — Р. Скирмунт и П. Алексюк. Немцы утверждали, что пришли по просьбе генерала Довбор-Мусницкого. Белорусско-польские делегаты сочли это маловероятным, однако после некоторых сомнений решили передать немцам власть в городе.

## Провозглашение независимости

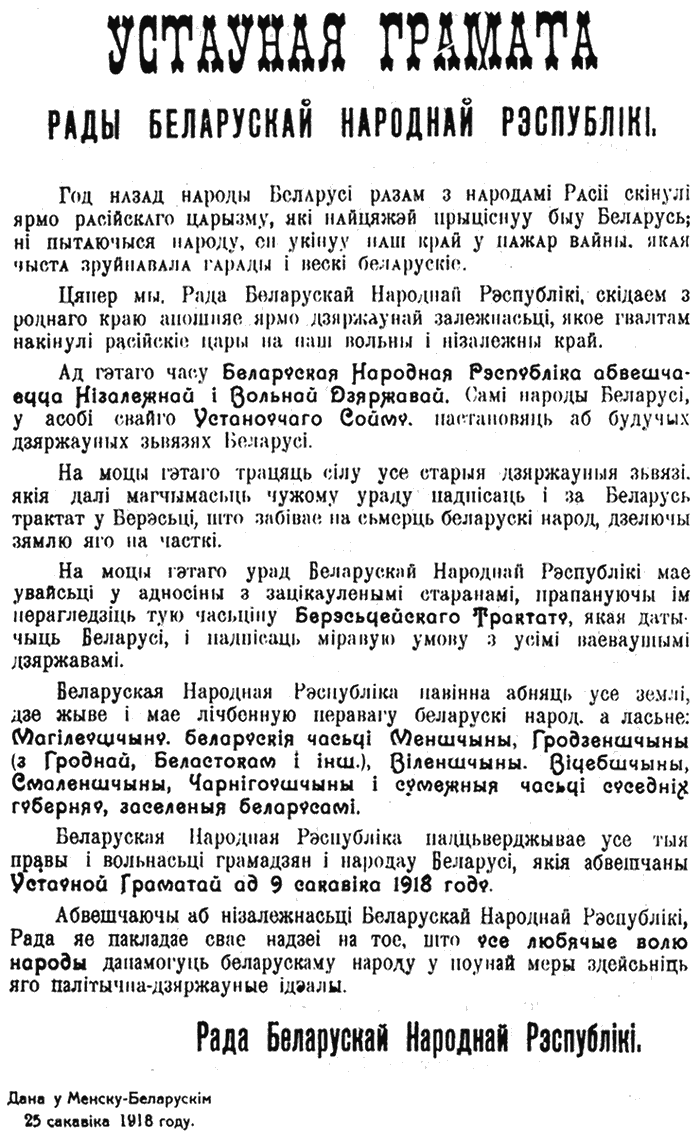
Третья уставная грамота БНР

25 марта 1918 года в 8 часов утра в здании Крестьянского поземельного банка на улице Серпуховской (ныне — Володарского, 9) в Минске Рада Белорусской Народной Республики приняла 3-ю Уставную грамоту, в которой провозглашалась независимость Республики:

Теперь мы, Рада [Совет] Белорусской Народной Республики, сбрасываем с родного края последнее ярмо государственной зависимости, которое насильно набросили российские цари на нашу свободную и независимую страну.
С этого времени Белорусская Народная Республика провозглашается Независимым и Свободным Государством. Сами народы Беларуси, в лице своего Учредительного Сейма, примут решение о будущих государственных связях Беларуси.
Оригинальный текст (бел.)Цяпер мы, Рада Беларускай Народнай Рэспублікі, скідаем з роднаго краю апошняе ярмо дзяржаунай залежнасьці, якое гвалтам накінулі расійскія цары на наш вольны і нізалежны край.

Ад гэтаго часу Беларуская Народная Рэспубліка абвешчаецца Незалежнай і Вольнай Дзяржавай. Самі народы Беларусі, у асобі свайго Устаноучаго Сойму, пастановяць аб будучых дзяржауных зьвязях Беларусі.
— 3-я Ўстаўная грамата Рады Беларускай Народнай Рэспублікі. Дана у Менску-Беларускім 25 сакавіка 1918 году.
Официальным языком был объявлен белорусский, а столицей — Минск.

### Территория

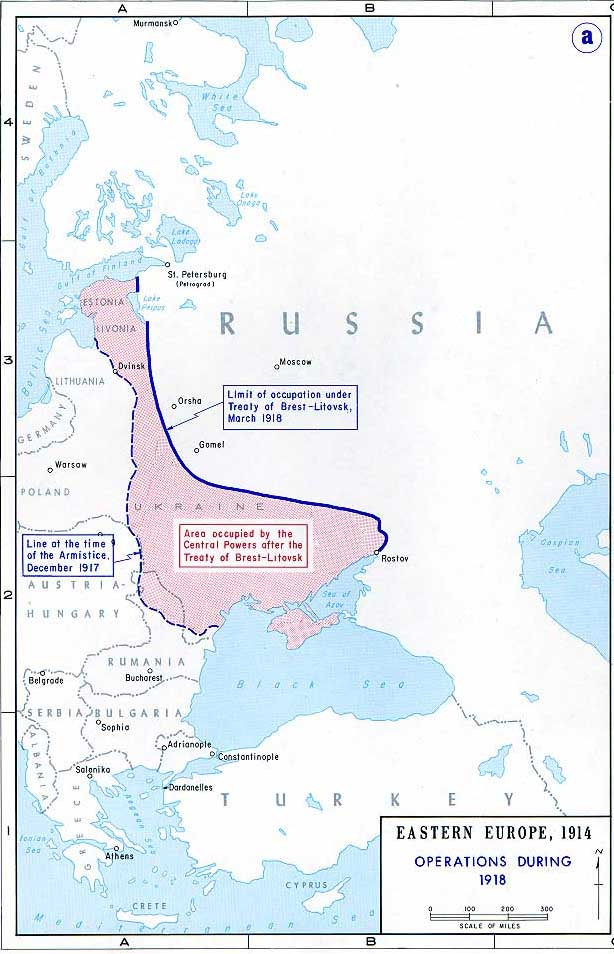
Линия фронта в декабре 1917 и территория, оккупированная Центральными державами в результате Брестского мира

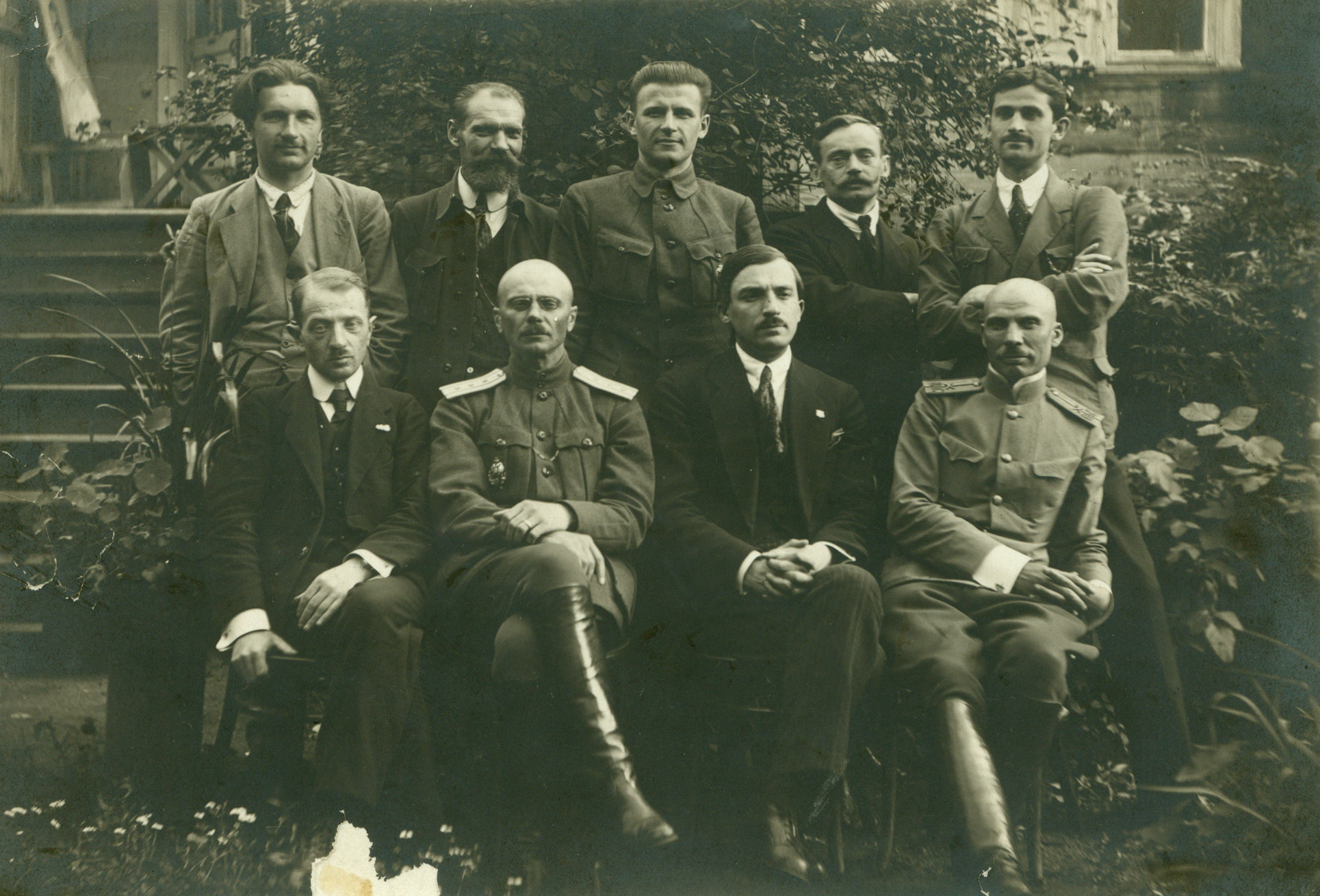
Народный Секретариат Белорусской народной республики. Слева направо: сидят А. Бурбис, И. Середа, И. Воронко, В. Захарко. Стоят: А. Смолич, П. Кречевский, К. Езовитов, А. Овсяник, Л. Заяц

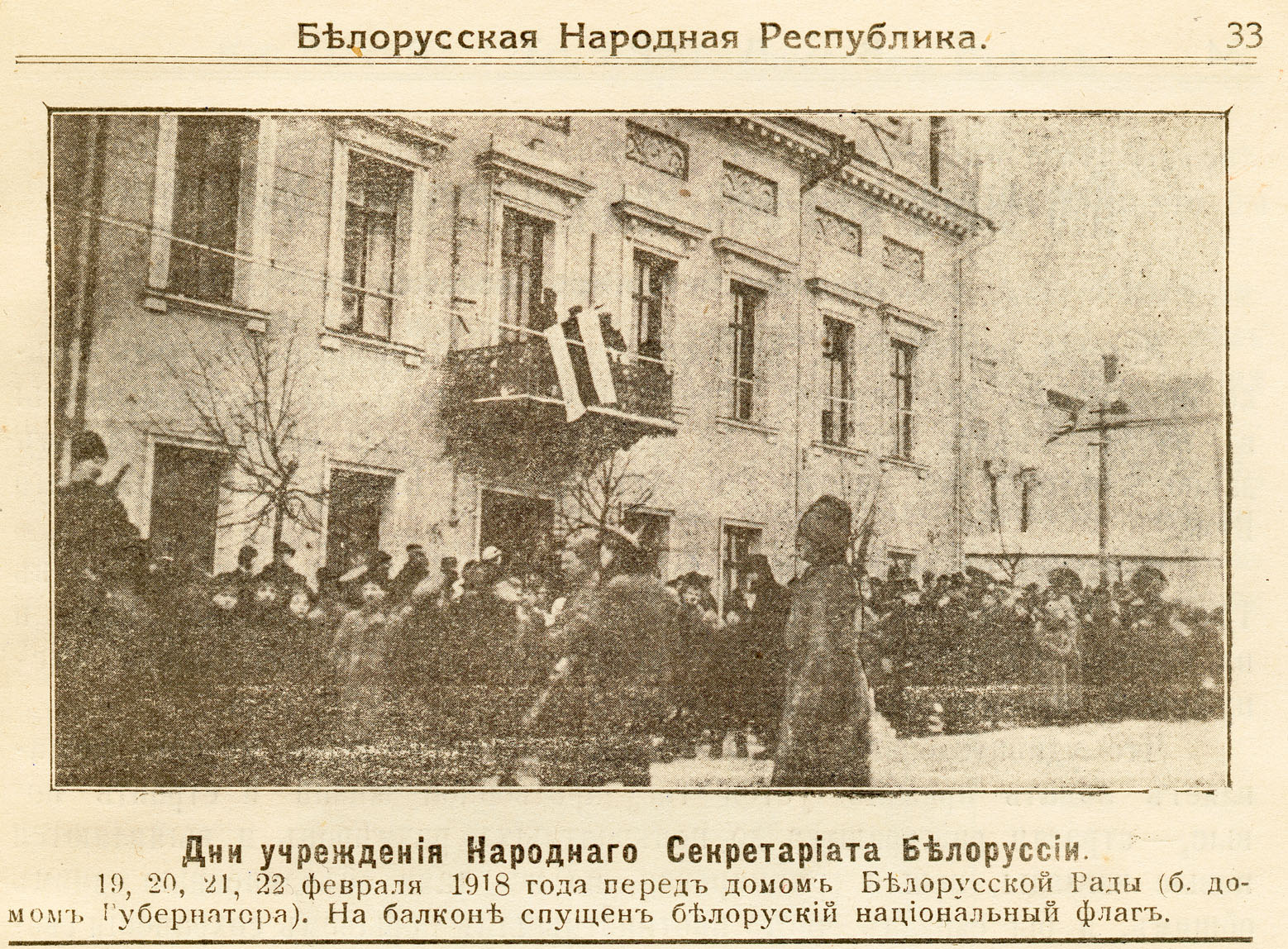
Флаг БНР на здании Рады (бывшем доме минского губернатора, ныне музыкальная школа на пл. Свободы)

Во 2-й Уставной грамоте БНР от 9 марта 1918 года провозглашался базовый принцип, согласно которому руководство БНР определяло территорию, на которую должен был распространяться суверенитет БНР:

Беларусь в границах расселения и численного преобладания белорусского народа провозглашается Народной Республикой.
Оригинальный текст (бел.)Беларусь у рубяжох расьсяленьня і лічэбнай перавагі беларускага народу абвяшчаецца Народнай Рэспублікай.
— 2-я Ўстаўная грамата Рады Беларускае Народнае Рэспублікі.
Таким образом под территорией БНР её создателями понималась этническая территория белорусов, где они «численно преобладают», то есть составляют этническое большинство.
В 3-й Уставной грамоте БНР от 24 марта 1918 года её авторы несколько уточнили предполагаемый территориальный состав БНР, сохранив при этом основной принцип его формирования, установленный 2-й Уставной грамотой:

Белорусская Народная Республика должна охватить все земли, где живёт и имеет численное превосходство белорусский народ, а именно: Могилёвщину, белорусские части Минщины, Гродненщины (с Гродно, Белостоком и др.), Виленщины, Витебщины, Смоленщины, Черниговщины и смежных частей соседних губерний, заселённых белорусами.
Оригинальный текст (бел.)Беларуская Народная Рэспубліка павінна абняць усе землі, дзе жыве і мае лічбенную перавагу беларускі народ, а ласьне: Магілеўшчыну, беларускія часьці Меншчыны, Гродненшчыны (з Гродняй, Беластокам і інш.), Віленшчыны, Віцебшчыны, Смаленшчыны, Чарнігаўшчыны і сумежных часьцяў суседніх губэрняў, заселеных беларусамі.
— 3-я Ўстаўная грамата Рады Беларускае Народнае Рэспублікі.
Таким образом в состав этнической территории белорусов и, соответственно, в состав БНР авторы 3-й Уставной грамоты включили целиком только Могилёвскую губернию, тогда как все другие перечисленные губернии должны были включаться в состав БНР только в тех своих частях, в которых численно преобладают белорусы. При этом в тексте 3-й Уставной грамоты нет указания на то, какие конкретно части Минской, Виленской, Витебской, Смоленской и Черниговской губерний должны были бы войти в состав БНР. Такие указания даны только для Гродненской губернии, в отношении которой сказано, что в состав БНР должны были бы войти Гродно и Белосток, при этом Брест, также находившийся на территории Гродненской губернии, упомянут не был. В тексте также отсутствуют указания и на то, какие части и каких губерний также предполагалось включить в этническую территорию белорусов и, соответственно, в БНР.

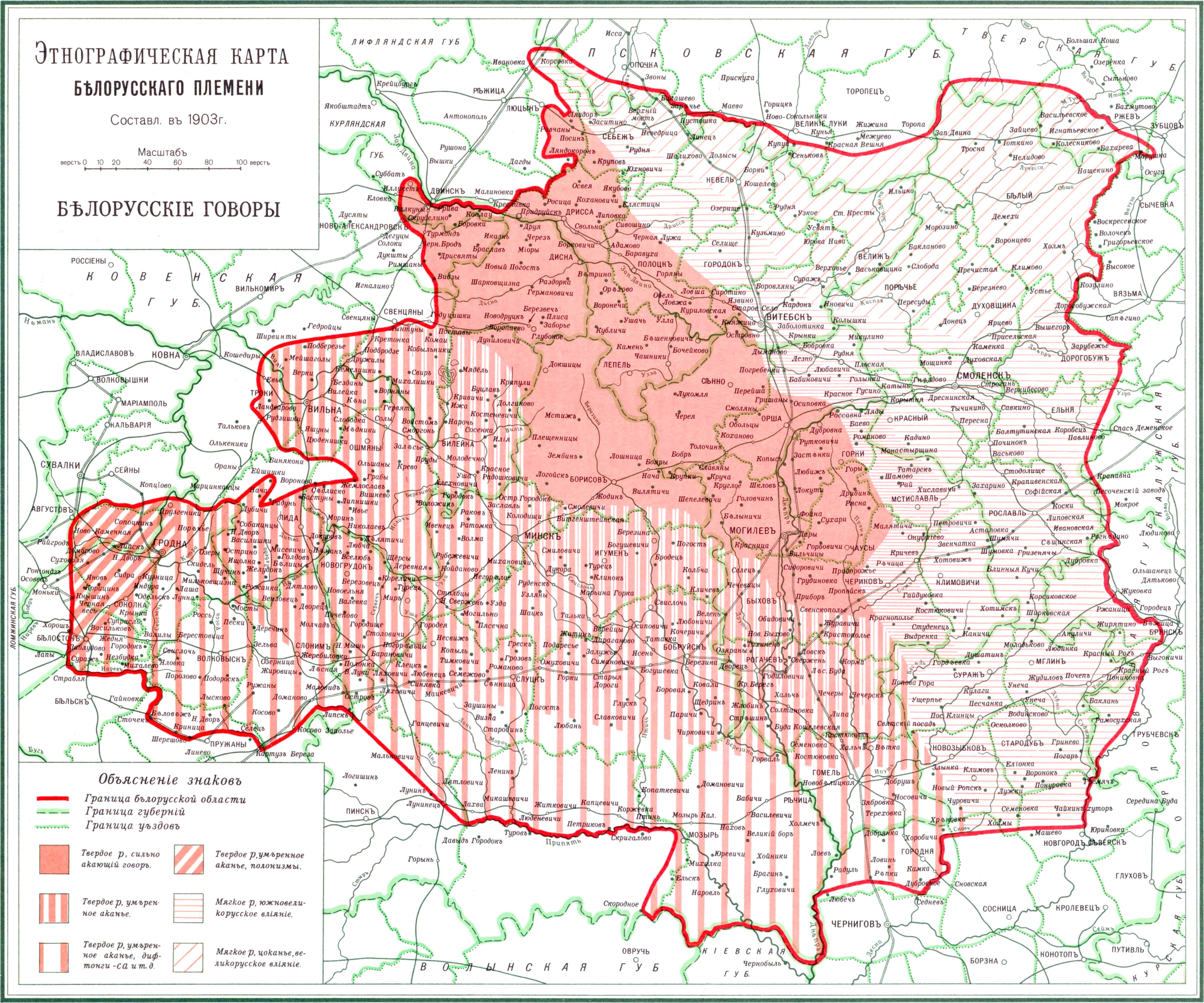
«Этнографическая карта белорусского племени», на которой показаны «границы белорусской области» (профессор Е. Ф. Карский, 1903 г.)

Ко времени создания 3-й Уставной грамоты были широко известны первые два тома фундаментального труда академика Е. Ф. Карского «Белорусы», а также составленная им же в 1918 году «Этнографическая карта белорусского племени», в которой была нанесена «граница белорусской области». В состав этой «белорусской области» Карским была целиком включена только Могилёвская губерния. Своими бо́льшими частями вошла Гродненская губерния (с Гродно и Белостоком), но без Бельска (ныне в Польше), Бреста, Кобрина, Пружан (ныне в составе Беларуси). Также бо́льшей частью в «границы белорусской области» была включена и Минская губерния, но без Пинска и южной половины Мозырского уезда (ныне в составе Беларуси). Бо́льшей частью в состав «границ белорусской области» Карским была включена Витебская губерния (без её северо-западных частей с Люцыном, Режицей и Двинском, ныне входящими в Латвию), а также Виленская губерния (без её западных окраин, бо́льшей частью ныне входящих в состав Литовской Республики). В состав «границ белорусской области» Карский включил и бо́льшую часть Смоленской губернии, но без четырёх её восточных уездов: Вяземского, Сычёвского, Гжатского и Юхновского (ныне в составе России). В состав «границ белорусской области» Карским была включена меньшая часть Черниговской губернии с пятью северными уездами: Суражским, Мглинским, Стародубским, Новозыбковским (ныне в составе России) и Городнянским, а также частью Новгород-Северского уезда (ныне в составе Украины). Для целого ряда других губерний в состав «границ белорусской области» Карским были включены только небольшие территории, смежные с ранее перечисленными. К числу этих губерний относились Сувалкская (южная часть Сейненского уезда), Ковенская (восточная часть Новоалександровского уезда), Курляндская (восточная часть Иллукстского уезда), Псковская (южные окраины Опочского, Великолукского и Торопецкого уездов), Калужская (части Жиздринского и Мосальского уездов),  Тверская (южная окраина Осташковского и западная часть Ржевского уездов) и Орловская (западные части Брянского и Трубчевского уездов).

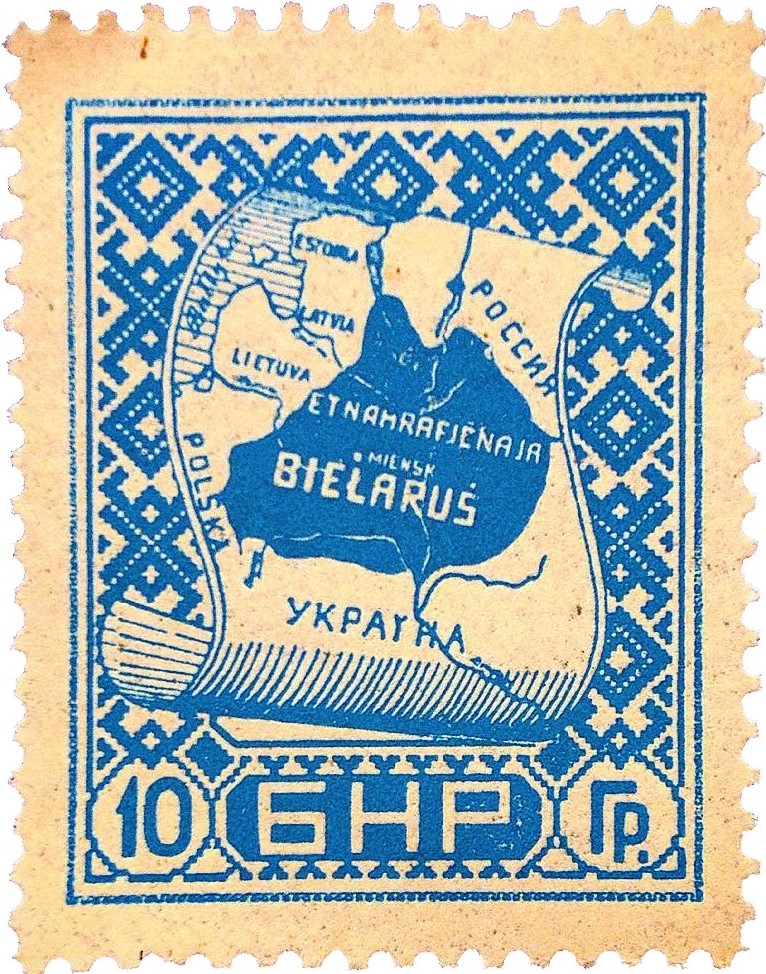
Марка БНР, выпущенная в 1918 году; на ней впервые показаны приблизительные границы территории «этнографической Беларуси», на которые претендовала БНР

Описание состава территории БНР в 3-й Уставной грамоте не противоречит составу «белорусской области», данному Карским на «Этнографической карте белорусского племени». В период существования БНР ею предпринимались шаги к уточнению границ «белорусской области», но делимитации и тем более демаркации границ БНР не производилось. В мае 1918 года при Народном Секретариате иностранных дел была создана так называемая Стратегическая комиссия. В функции последней входило составление описания границ БНР. Одновременно теми же задачами занималась и специальная комиссия при Народном Секретариате международных дел. Результатом работы обеих комиссий стал выпуск в 1918 году специальной почтовой марки, на которой были указаны приблизительные границы республики.
Итоговая карта предполагаемых границ БНР в преддверии Парижской мирной конференции (на которую делегация БНР не была допущена) была издана на белорусском и французском языках в 1919 году в находившемся в тот период под польским контролем Гродно, где правительство БНР оказалось после отхода немецких войск и падения БНР.
Основные отличия по сравнению с картой Карского заключались в том, что в предполагаемую территорию БНР властями БНР в эмиграции были включены смежные с границами Карского города Августов, Сокулка, Бельск и Семятыче (ныне в Польше), что должно было бы дать выход к границам германской Восточной Пруссии, а также города Ораны и Свенцяны (ныне в Литве), город Двинск (ныне в Латвии), Великие Луки, Брянск, Трубчевск (ныне в России). В отношении границы с Украиной на карте БНР были отображены белорусскими южные полесские части Минской губернии (Пинский и Мозырский уезды) и Гродненской губернии (Пружанский, Брест-Литовский и Кобринский уезды), которые Карским квалифицировались как этнографически украинские и ранее по условиям Брестского мира были переданы в состав Украины. Украина также включила в свой состав и город Гомель.

### Признание независимости БНР
Государственные структуры БНР были сформированы только частично, а территория находилась под контролем германской военной администрации, не признавшей независимость БНР. Правительство БНР смогло добиться от немцев лишь ограниченных полномочий в культурной сфере.
В апреле 1918 года первая дипломатическая миссия БНР в составе членов Рады БНР Александра Цвикевича, Симона Рак-Михайловского и Павла Тремповича отправилась в Киев. В круг задач делегации входило налаживание контактов с украинскими властями и получение дипломатического признания со стороны Украинской Народной Республики. Делегация была неофициально принята главой Украинской Центральной рады Михаилом Грушевским, военным министром УНР Александром Жуковским, и. о. министра иностранных дел УНР Николаем Любинским и министром внутренних дел УНР Михаилом Ткаченко. Украинские политики в целом позитивно отреагировали на содержание III Уставной грамоты БНР, выразив заинтересованность в создании дружественного и нейтрального государства на своих границах, однако независимость БНР не признали.
В период Украинской Державы (29 апреля — 14 декабря 1918 года) гетмана Скоропадского между БНР и Украиной произошёл обмен консульствами. 3 июня А. Квасницкий был назначен украинским консулом в Минске. В том же месяце П. Тремпович возглавил белорусское консульство в Киеве, а белорусское консульство в Одессе возглавил С. Некрашевич. Вопрос о государственной границе остался нерешённым из-за претензий руководства БНР на находящееся под контролем Украины Белорусское Полесье.
Один из инициаторов провозглашения БНР, глава Народного секретариата БНР И. Воронко в 1919 году писал по этому поводу: «…нечеловеческие усилия белорусских деятелей поставить Беларусь хотя бы среди малых государств и добиться признания самостоятельности Белорусской народной республики ни к чему не привели».
Несмотря на то, что белорусские дипломатические и военно-дипломатические миссии, консульства и представительства работали в Каунасе, Риге, Константинополе, Киеве, Одессе, Праге, Берлине, Гданьске, Копенгагене, все эти представительства не имели юридического признания.
28 декабря 1919 года, через год после фактического прекращения существования БНР, Н. Вершинин, живший в Праге и исполнявший в Чехословакии обязанности консула правительства БНР в изгнании, получил от А. Луцкевича, жившего в Варшаве и исполнявшего обязанности народного секретаря (главы) совета министров БНР в изгнании, телеграмму, в которой Луцкевич утверждал, что он получил телеграмму от представителя БНР в Латвии о том, что в Тарту в ходе конференции по приостановке военных действий между армией РСФСР и армией Эстонской Республики имело место «признание независимости Беларуси» как самой конференцией, так и Финляндией. Дипломатическую миссию БНР в Финляндии возглавил белогвардейский генерал, уроженец Беларуси, О. Васильковский, который в 1919 году исполнял обязанности дипломатического представителя БНР в Прибалтике. В мае 1920 года Васильковский переехал в Финляндию, где 25 июня 1920 года получил от правительства БНР в изгнании полномочия военно-дипломатического представителя правительства БНР при правительстве Финляндии, однако осенью того же года Васильковский покинул Финляндию и снова переехал в Эстонию, где получил от правительства БНР в изгнании полномочия чрезвычайного посла БНР в Эстонии.
Неформальные контакты поддерживались с Польшей. 3 января 1920 года в Варшаве состоялась встреча председателя правительства БНР Антона Луцкевича и полномочного представителя БНР в Польше Леона Витан-Дубейковского с главой Польши Юзефом Пилсудским.
11 ноября 1920 года был подписан секретный договор о литовско-белорусском сотрудничестве между правительством Литовской Демократической Республики и правительством Ластовского (см. также раздел Советско-польская война).

### БНР и проблема государственности
Нередко отмечается, что БНР так и не успела стать настоящим государством за короткий период своего существования. В БНР существовал институт гражданства, государственная печать и символика, система образования, издавались почтовые марки. Были декларированы границы территорий, на которые предполагалось распространить суверенитет БНР, предпринимались попытки создания вооружённых сил. В то же время у БНР отсутствовали основные признаки государства: она не обладала ни суверенитетом над территорией (оккупированной немцами), ни конституцией, ни аппаратом принуждения, ни монополией на сбор налогов и применение насилия. Отсутствовали местные органы власти и судебная система.
Рада БНР возникла как исполнительный орган Первого Всебелорусского съезда, в котором принимало участие 1872 делегата — представители различных политических течений и социальных слоёв со всей этнографической территории расселения белорусов и который принял решение об автономном статусе белорусских земель в составе РСФСР. После разгона съезда минскими большевиками Президиум самостоятельно избрал исполнительную власть 18 декабря 1918 года. Рада БНР как орган исполнительной власти объявила себя «временной» властью 20 февраля 1918 года в условиях немецкой оккупации. Тем не менее отмечается, что идея построения независимого государства на основе этнического суверенитета не получила поддержку всего населения белорусских земель.
Большевики заявляли, что создание БНР представляло собой попытку буржуазно-помещичьих кругов оторвать Беларусь от России. Не признала БНР и Германия, поскольку провозглашение самостоятельного белорусского государства противоречило условиям Брестского мира. Однако немецкая администрация не препятствовала деятельности Рады, которая направила кайзеру телеграмму, где благодарила его за освобождение Беларуси и просила помощи в укреплении её государственной независимости в союзе с Германской империей. Это обращение было сделано после признания Германией независимости Украины и Литвы. Телеграмму подписали председатель Рады БНР Я. Середа, председатель Народного Секретариата И. Воронко, члены Рады А. Овсянник, П. Кречевский, Я. Лёсик, Р. Скирмунт, А. Власов и П. Алексюк. Это обращение вызвало острый политический кризис в БНР, так как не все члены Рады БНР поддерживали столь тесное сотрудничество с Германией. С. Рак-Михайловский очень резко оценил его. В. Годлевский подчёркивал, что обращение было ошибкой, следствием тяжёлого положения, в котором оказался тогда белорусский народ. Из правительства БНР вышли эсеры и социал-демократы, а правые сформировали новое правительство БНР, которое, однако, просуществовало недолго. Раскол произошёл и в Белорусской социалистической громаде: П. Бодунова и Т. Гриб, вышедшие из состава Народного секретариата БНР в знак протеста против отправки телеграммы вошли в Белорусскую партию социалистов-революционеров.
Текст телеграммы:

Рада [Совет] Белорусской Народной Республики как избранный представитель белорусского народа обращается к Вашему Императорскому Величеству со словами глубокой благодарности за освобождение Беларуси немецкими войсками из-под тяжёлого гнёта, чужого господствующего издевательства и анархии.
Рада Белорусской Народной Республики декларировала независимость единой и неделимой Беларуси и просит Ваше Императорское Высочество о защите на подконтрольной ей территории для укрепления государственной независимости и неделимости страны в союзе с Германской империей.
Только под защитой Германской империи страна видит лучшее будущее.
Оригинальный текст (бел.)Рада Беларускае Народнае Рэспублікі, як выбраная прадстаўніца Беларускага Народу, зварачаецца да Вашай Імпэратарскай Вялікасьці з словамі глыбокае падзякі за вызваленьне Беларусі нямецкімі войскамі з цяжкага ўціску, чужога пануючага зьдзеку і анархіі.

Рада Беларускае Народнае Рэспублікі дэкляравала незалежнасьць цэлае і непадзельнае Беларусі і просіць Вашую Імпэратарскую Вялікасьць аб абароне у яе кіраваньнях дзеля ўмацаваньня дзяржаўнае незалежнасьці і непадзельнасьці краю у сувязі з Германскай Імпэрыяй.

Толькі пад абаронай Германскай Імпэрыі бачыць край сваю добрую долю у будучыні.
— Телеграмма Рады БНР кайзеру Вильгельму.

### Советско-польская война
После поражения Германии в Первой мировой войне правительство РСФСР денонсировало Брестский мир и направило свои войска на оставляемые немецкими войсками территории.
Ввиду приближения советских войск 3 декабря 1918 года члены Рады и правительства БНР покинули Минск и переехали в Вильну (фактическую столицу Литвы с начала ноября 1918 года по начало января 1919 года), всё еще находящуюся под контролем немецких оккупационных войск.
10 декабря немецкие войска оставили Минск.
27 декабря Рада переехала в ещё остававшийся под фактическим контролем немецких войск город Гродно (с 1 декабря 1918 года Гродно и значительная часть бывшей Гродненской губернии по решению Белорусского национального конгресса Гродненщины входили в состав Литовского государства; 27 апреля 1919 года Гродно перешёл под польский контроль).
1 января 1919 года в Смоленске была провозглашена Советская Социалистическая Республика Белоруссия, 8 января правительство ССРБ переехало из Смоленска в Минск, который к тому времени уже был занят без боя Красной армией в ходе советско-польской войны. К середине февраля Советская власть была установлена почти на всей территории современной Беларуси (кроме Бреста, Кобрина, Волковыска и Гродно).
В Минск деятели Рады вернулись в августе — сентябре 1919 года, после того как 8 августа в город вошло Войско Польское.

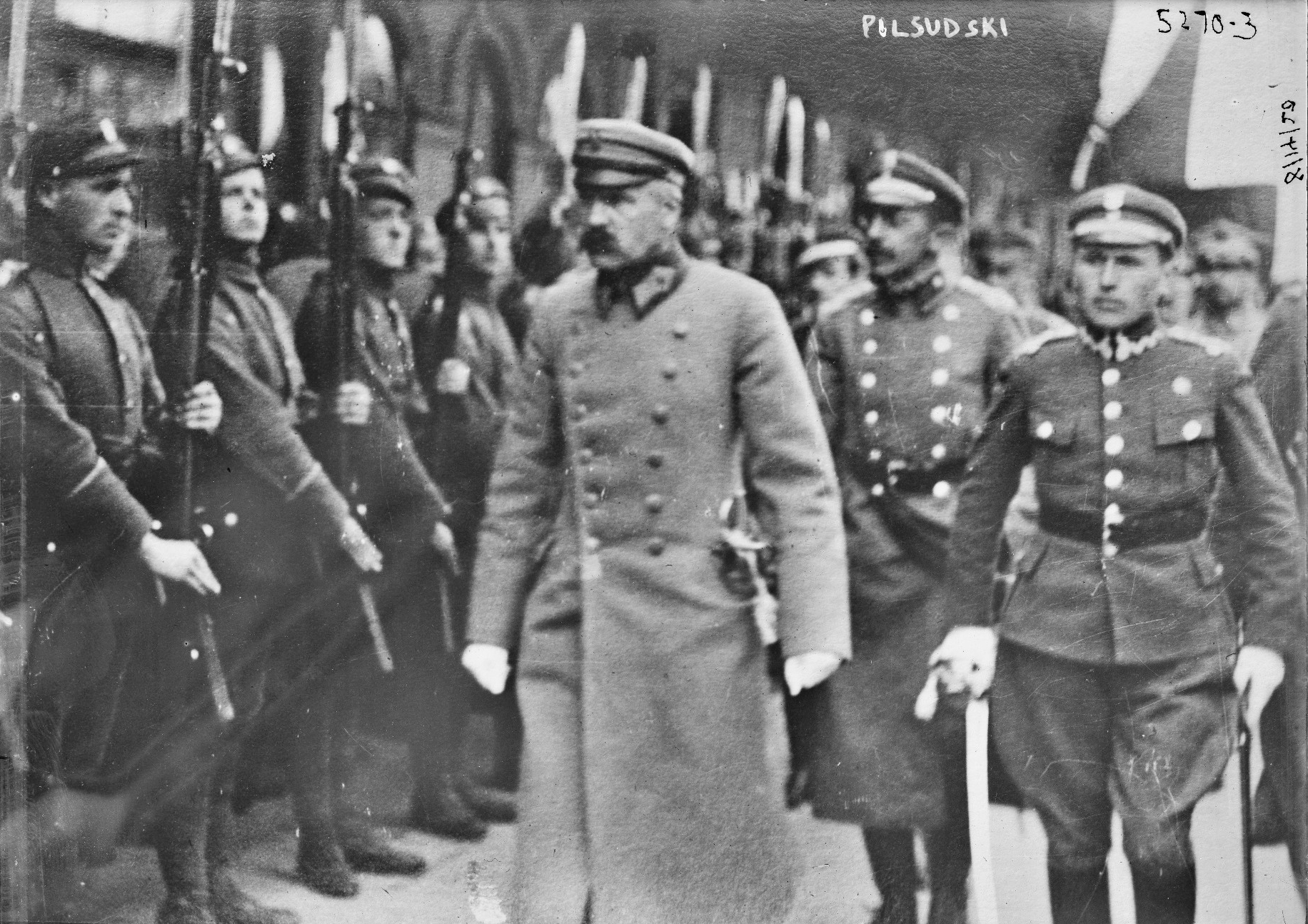
Юзеф Пилсудский в Минске, 1919

Когда в сентябре в Минск приехал Ю. Пилсудский, его приветствовали все белорусские партии, кроме большевиков. Но впоследствии в белорусских национальных кругах стало складываться негативное отношение к польскому руководству. В декабре 1919 года произошёл раскол Рады БНР на Верховную раду и Народную раду. Верховная рада под руководством А. Луцкевича ориентировалась на сотрудничество с польскими властями и искала формы осуществления белорусской государственности на основе федерации с Польшей. А. Луцкевич считал, что в союзе с Польшей белорусы могут не только создать автономию, но и сохранить земли на востоке, вплоть до Смоленска. Однако польское правительство проигнорировало предложения белорусских политиков. В свою очередь, Народная рада под руководством В. Ластовского протестовала против «колонизаторской политики» Польши и в качестве союзников рассматривала прибалтийские республики. Обе рады БНР вступили в жёсткую конкуренцию между собой, доказывая своё исключительное право на представительство Беларуси на международной арене. После ухода поляков из Минска в июле 1920 года Верховная рада БНР переехала в Польшу. Большинство сторонников Народной рады переехало в Каунас.
9—12 ноября 1920 года армия атамана Балаховича на несколько дней заняла местечки Петриков, Хомички, Прудок и, наконец, город Мозырь. Генерал провозгласил независимость Беларуси, 16 ноября было создано правительство БНР, объявлено о начале создания белорусской армии. На занятой Булак-Балаховичем территории прошли еврейские погромы. Уже 18 ноября, однако, Красная армия выбила Балаховича из Мозыря. Отступившие на территорию Польши войска были интернированы и разоружены.
8 октября 1920 года польский генерал Л. Желиговский с негласной санкции руководства Польши поднял «мятеж» против решения Верховного Совета Антанты от 10 июля 1920 года передать Вильно Литве, занял этот город и провозгласил так называемую Срединную Литву. Лига Наций отказалась признать действия Желиговского законными. Предполагалось, что статус Виленского края будет определён в ходе плебисцита. После этого правительство Литвы стало искать поддержки среди белорусского населения спорных территорий, и 11 ноября 1920 года был подписан секретный договор между правительством Литовской Демократической Республики и правительством В. Ластовского. Руководство Литвы обещало оказать финансовую помощь правительству БНР и национальным белорусским организациям Виленского края и северной части Гродненщины. Народная рада БНР обещала Литве поддержку белорусского населения в ходе плебисцита и соглашалась на использование правительством Литвы белорусских военных формирований. Также была достигнута договорённость, что белорусскоязычные территории Виленского края и Гродненщины получат статус автономии и будут находиться в составе Литовского государства на основе федерации. В договоре ничего не говорилось о восточной части современной Беларуси. Позднее член Рады БНР А. Цвикевич вспоминал:

«Литовское правительство решило использовать нас для борьбы с Польшей за Вильну, а мы решили использовать „литовскую базу“ для борьбы за независимость Беларуси». — Ликвидация БНР не была манёвром // Маладосць. — 1993. — № 1. — С. 215.
В то же время польское правительство в борьбе за Вильну использовало «полонофильскую» Верховную раду БНР, которая к тому моменту уже практически прекратила свою деятельность. Её письмо, в котором говорилось, что «белорусское население не разделяет пожелания Каунаса», было аргументом польской делегации на польско-литовских переговорах в Брюсселе в апреле 1921 года. Однако переговоры оказались безрезультатными, Лига Наций оказалась не в силах разрешить конфликт, и плебисцит так и не состоялся. 24 марта 1922 года польский сейм ратифицировал решение о принятии Виленского края в состав Польши. После этого литовское руководство потеряло интерес к сотрудничеству с Радой БНР и отказалось финансировать её деятельность. В ноябре 1923 года члены правительства БНР покинули Каунас и переехали в Прагу.
В ноябре — декабре 1920 года белорусские эсеры возглавили Слуцкое восстание под лозунгами восстановления БНР; каких-либо связей повстанцев с Радой БНР историками не установлено.
Деятели БНР неоднократно пытались привлечь внимание мировой общественности к «белорусскому вопросу» на различных послевоенных конференциях, однако эти попытки были безуспешными. Ведущие державы мира не рассматривали даже возможности предоставления белорусам автономии. На Парижской конференции французские дипломаты правдиво и откровенно заявили А. Луцкевичу:

«Если бы Вы имели хоть клочок земли, где бы Вы были хозяевами, вопрос о международном признании независимости был бы решён положительно, и Вам была бы дана помощь».— Апостол национального возрождения // Нёман. — 1995. — № 1. — С. 146.

## Символы БНР
Символами БНР были бело-красно-белый флаг и герб «Погоня». Существовал также гимн Белорусской народной республики, написанный в 1919 году.

Символы БНР:
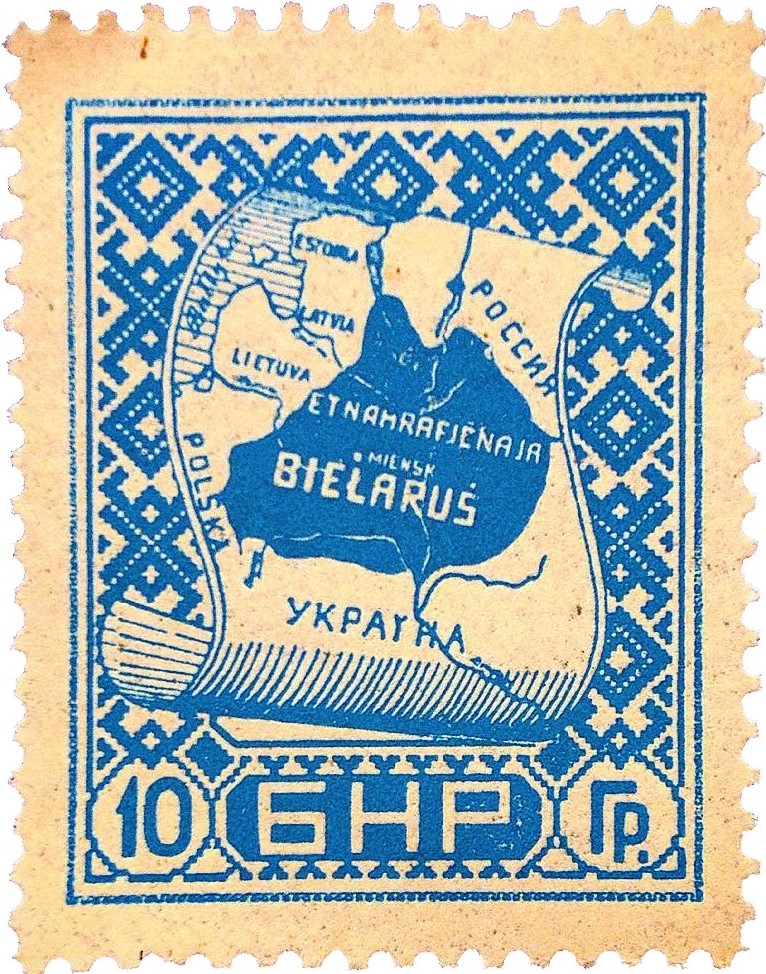
Марка БНР. 10 грошей
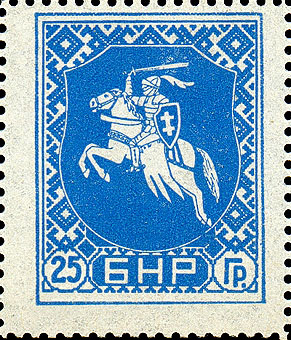
Марка БНР. 25 грошей
Марка БНР. 25 грошей (современная прорисовка)
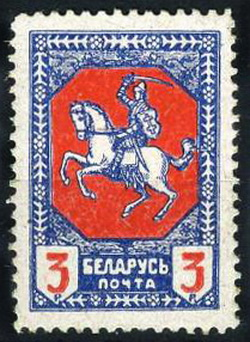
Марка БНР. 3 рубля
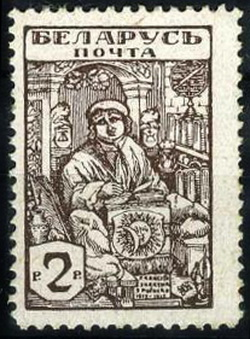
Марка БНР. 2 рубля
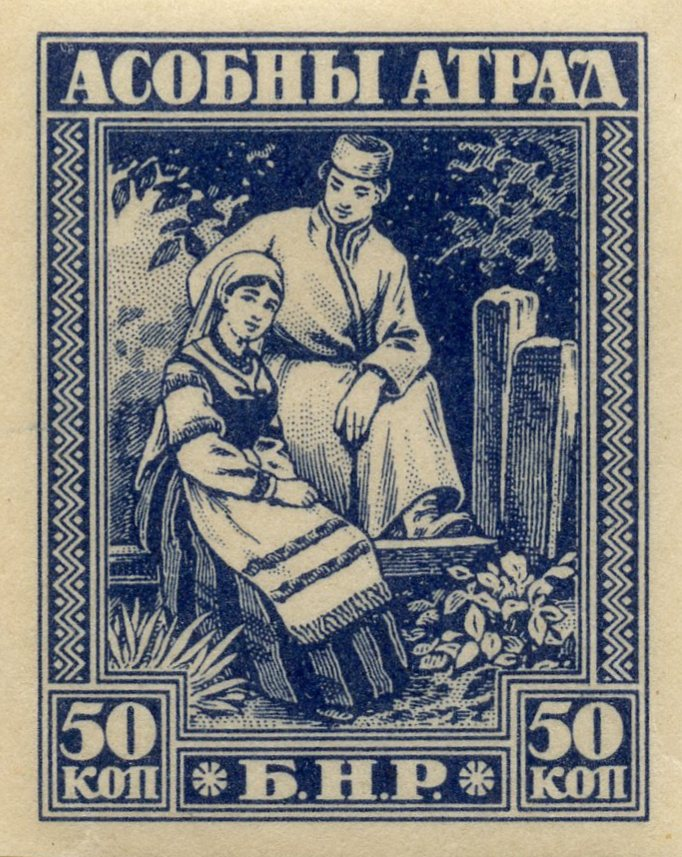
Выпущенная в Латвии марка отряда Булак-Балаховича. 50 копеек
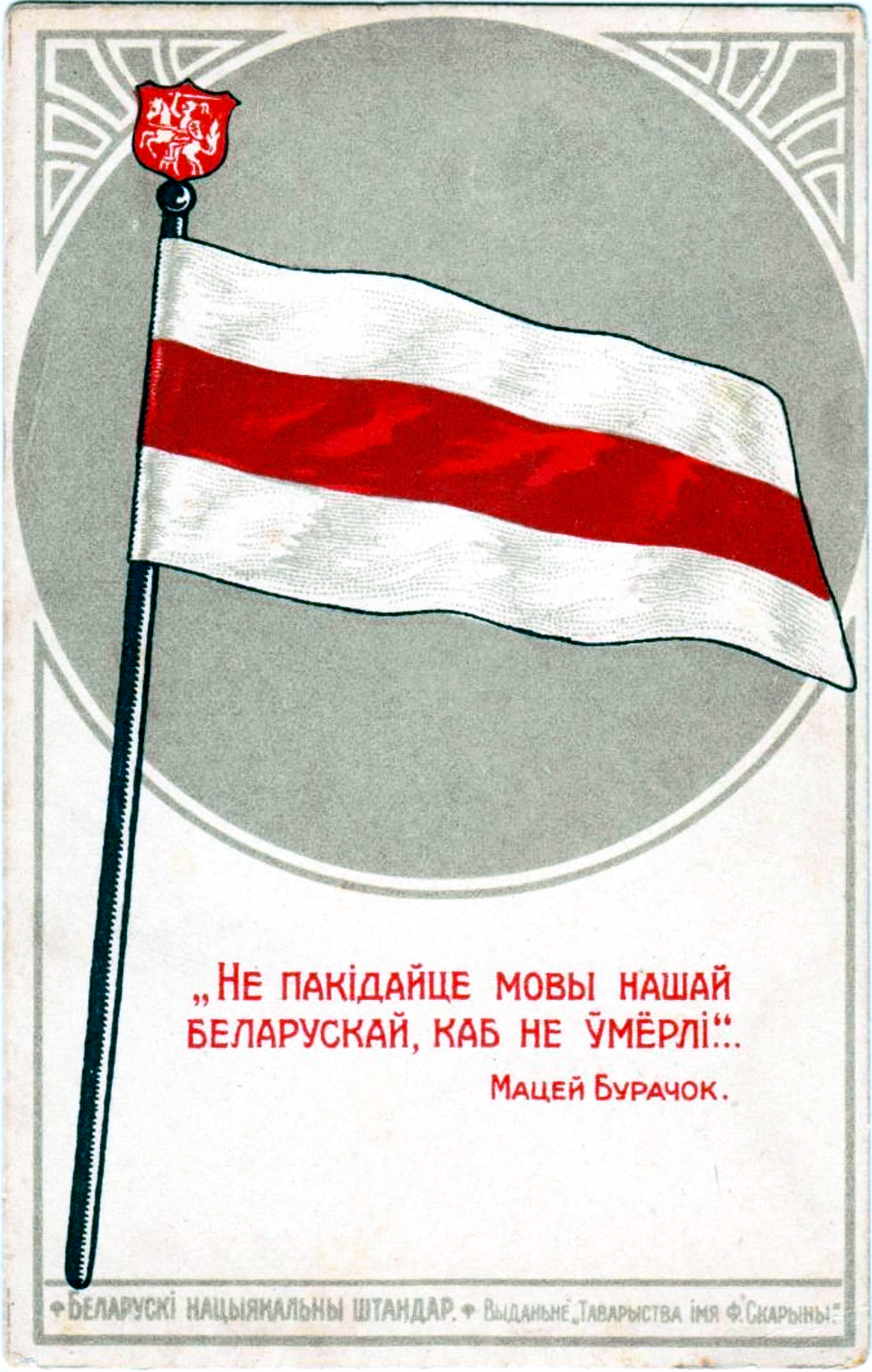
Флаг БНР
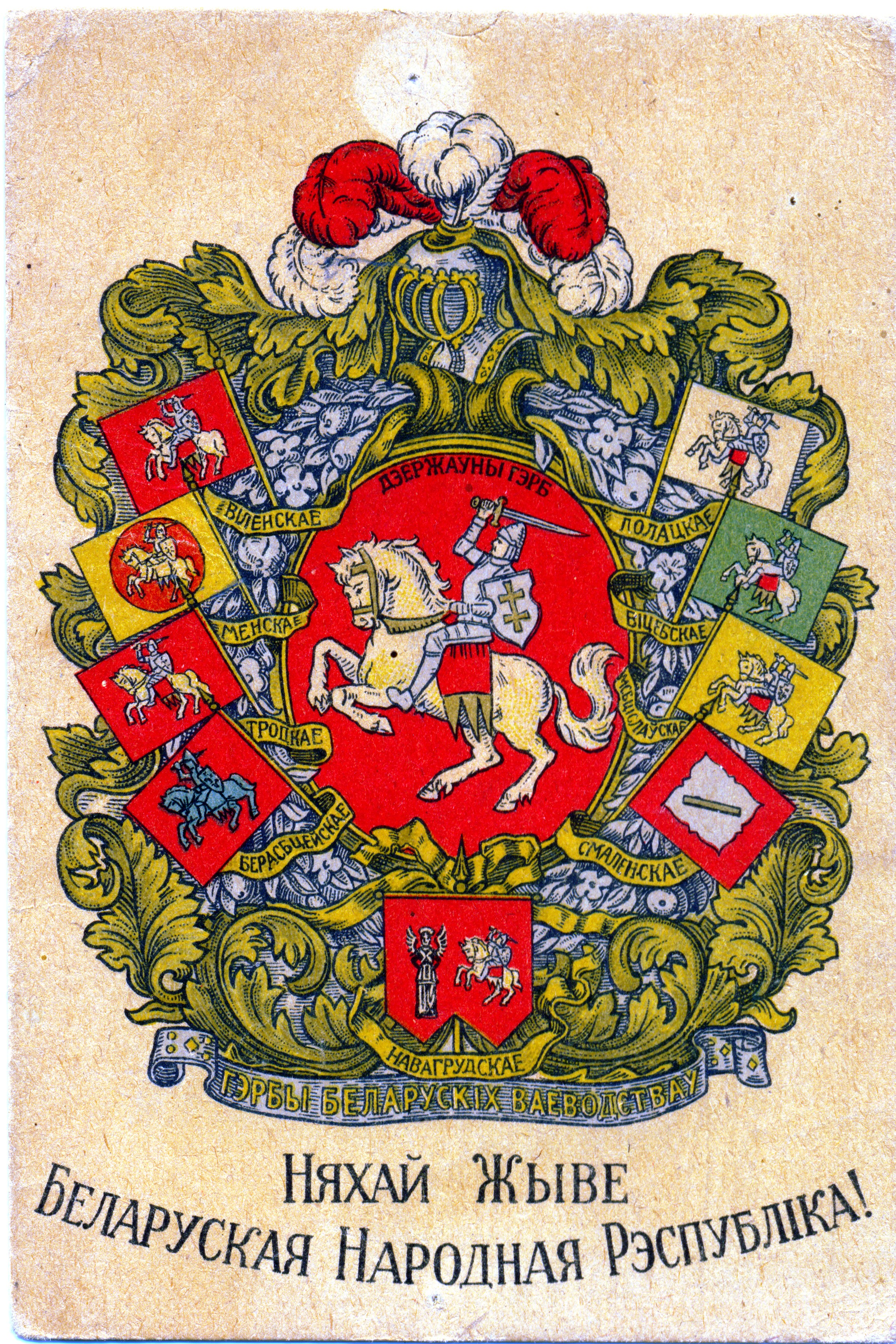
Открытка времён БНР
Центральный щит герба с рисунка времён БНР

## Председатели Рады БНР
С 5 января 1919 года Рада и правительство БНР находятся в изгнании. Председателями Рады были:
- Ян Середа (1918—1919),
- Пётр Кречевский (1919—1928),
- Василий Захарка (1928—1943),
- Николай Абрамчик (1944—1970),
- Винцент Жук-Гришкевич (1970—1982),
- Иосиф Сажич (1982—1997),
- Ивонка Сурвилла (с 1997).

## Деятельность Рады БНР в эмиграции
В 1924 году руководство ССРБ, РСФСР и СССР приняли решение о передаче Беларуси части белорусских территорий. Эти события усилили просоветские настроения в Западной Беларуси и среди эмигрантов. На Второй Белорусской конференции в Берлине в октябре 1925 года правительство БНР во главе с Александром Цвикевичем передало свои полномочия правительству БССР, признало Минск единственным культурным и политическим центром, на который должно ориентироваться белорусское движение за рубежом, и приняло решение о самороспуске. Президиум Рады БНР в лице действующего председателя Петра Кречевского и его заместителя Василия Захарко это решение не признал и осудил этот акт как «предательство независимости Беларуси». Несмотря на это, несколько членов Президиума и рядовых членов Рады БНР вернулись в БССР. Почти все они впоследствии были репрессированы.
Пётр Кречевский оставался действующим председателем Рады БНР вплоть до своей смерти в 1928 году, после чего полномочия председателя перешли к его заместителю Василию Захарко. К нему же перешли государственная печать и архив БНР. В целом, однако, в 1930-е годы активность Рады БНР уменьшилась.
Приход к власти в Германии национал-социалистов породил среди части белорусской эмиграции надежды на плодотворное сотрудничество с ними. Василий Захарко как глава Белорусского совета в Праге в 1939 году подготовил подробный доклад о политическом, экономическом и культурном положении Белоруссии, а также обратился с меморандумом к Гитлеру с заверениями поддержки. За этот меморандум Захарко подвергся критике со стороны некоторых современных белорусских публицистов и историков. Однако исследователь истории БНР С. Шупа предлагает такое объяснение:

Фактически это было обращение к новым административным властям — немцам (которые в марте 1939-го оккупировали Чехословакию и вошли в Прагу) с просьбой разрешить учреждение культурно-просветительских организаций в Праге, Берлине и Варшаве. Большинство содержания меморандума занимает аргументация того, что белорусы — отличающийся и отдельный от русских народ… Никаких «призывов к Гитлеру о поддержке» в меморандуме нет. Есть только «просьба позволить создать».
Тем не менее после начала Второй мировой войны, когда представители нацистской Германии связались с Захарко, предложив ему сотрудничество, тот ответил отказом. В феврале 1943 года под протекцией немецкой администрации на территории оккупированной Беларуси была образована Белорусская центральная рада во главе с Р. Островским. Рада БНР не признала легитимными ни Белорусскую центральную раду, ни Второй Всебелорусский конгресс. Во время войны Захарко оставался в Праге, а перед смертью в 1943 году передал полномочия Н. Абрамчику, который в это время редактировал в Берлине белорусскую газету «Раніца». В конце 1943 года Абрамчик вернулся в Париж. Многолетний друг и соратник Абрамчика Л. Рыдлевский в своих воспоминаниях пишет, что Николай вынужден был покинуть Францию, попав на глаза гестаповцам. Деятельность Рады Абрамчик и его соратники возобновили в 1947 году.
После Второй мировой войны Белорусская центральная рада продолжила существование в эмиграции, составляя конкуренцию Раде БНР. В отличие от БЦР, почти целиком состоявшей из коллаборационистов, в состав Рады БНР входили как бывшие коллаборационисты (напр., И. Ермаченко, И. Сажич, Б. Рогуля), так и те, кто воевал против гитлеровской Германии (напр., В. Жук-Гришкевич, Л. Рыдлевский, П. Сыч).
Известно о послевоенном сотрудничестве Рады БНР с ЦРУ. При аресте в 1952 году заброшенного в Беларусь при содействии ЦРУ И. Филистовича у него было обнаружено удостоверение, подписанное Абрамчиком.
К началу 1990-х годов Рада БНР с резиденцией в Нью-Йорке состояла приблизительно из 200 человек со всего мира, в том числе и из Беларуси, но большинство из них проживало в США. В соответствии с её уставом глава Рады является «высшим представителем Рады БНР и белорусского народа».
Белорусская эмиграция не признавала БССР и её границы. Одним из возможных путей возвращения белорусских земель, входивших в состав РСФСР (Смоленская, части Брянской и Псковской областей), эмиграция считала конфликт между СССР и Западом, что, по её мнению, должно было неизбежно привести к падению коммунистического режима.
После получения Беларусью независимости в результате распада СССР Рада БНР осторожно восприняла перемены в стране, не высказав своего официального отношения к принятию новой государственной символики, хотя именно за это она боролась в эмиграции. В 1993 году на праздновании 75-летия провозглашения БНР заявлялось о возможности передачи полномочий Рады БНР правительству Беларуси, избранному в ходе демократических выборов. Тем не менее после прихода к власти А. Лукашенко, принятия им государственной символики, практически идентичной символике БССР, установления русского языка как государственного наравне с белорусским и «начала наступления на демократические свободы» Рада БНР отказалась от подобных намерений. Таким образом, в отличие от эмигрантских правительств Украины, стран Прибалтики, Польши, которые признали новые правительства в постсоветских и постсоциалистических странах и передали им свои полномочия, Беларусь остаётся единственной страной Восточной Европы, имеющей своё «правительство в изгнании».

## В культуре
- На чёрных лядах (фильм 1995)
- Купала (фильм 2020)